# خورشیدرخشان‌ها
خورشیدرخشان‌ها (نام علمی: Heliodoxa) نام یک سرده از خانواده مگس‌مرغان است.
نام خورشیدرخشان ترجمه واژه یونانی هلیودوکسا است.

## گونه‌ها
- سینه‌جواهری،  Heliodoxa aurescens
- درخشنده سینه‌فندقی،  Heliodoxa rubinoides
- درخشنده پیشانی‌بنفش،  Heliodoxa leadbeateri
- درخشنده ابرومخملی،  Heliodoxa xanthogonys
- درخشنده گلوسیاه،  Heliodoxa schreibersii
- درخشنده گلوصورتی،  Heliodoxa gularis
- درخشنده پره‌حنایی،  Heliodoxa branickii
- درخشنده شهبانو،  Heliodoxa imperatrix
- درخشنده تاج‌سبز،  Heliodoxa jacula